# Reto Schäppi
Reto Schäppi (* 27. Januar 1991 in Horgen) ist ein Schweizer Eishockeyspieler, der seit Juli 2024 beim EHC Kloten aus der Schweizer National League unter Vertrag steht und dort auf der Position des Centers spielt. Zuvor war Schäppi hauptsächlich für die ZSC Lions aktiv, mit denen er insgesamt viermal die Schweizer Meisterschaft gewann.

## Karriere

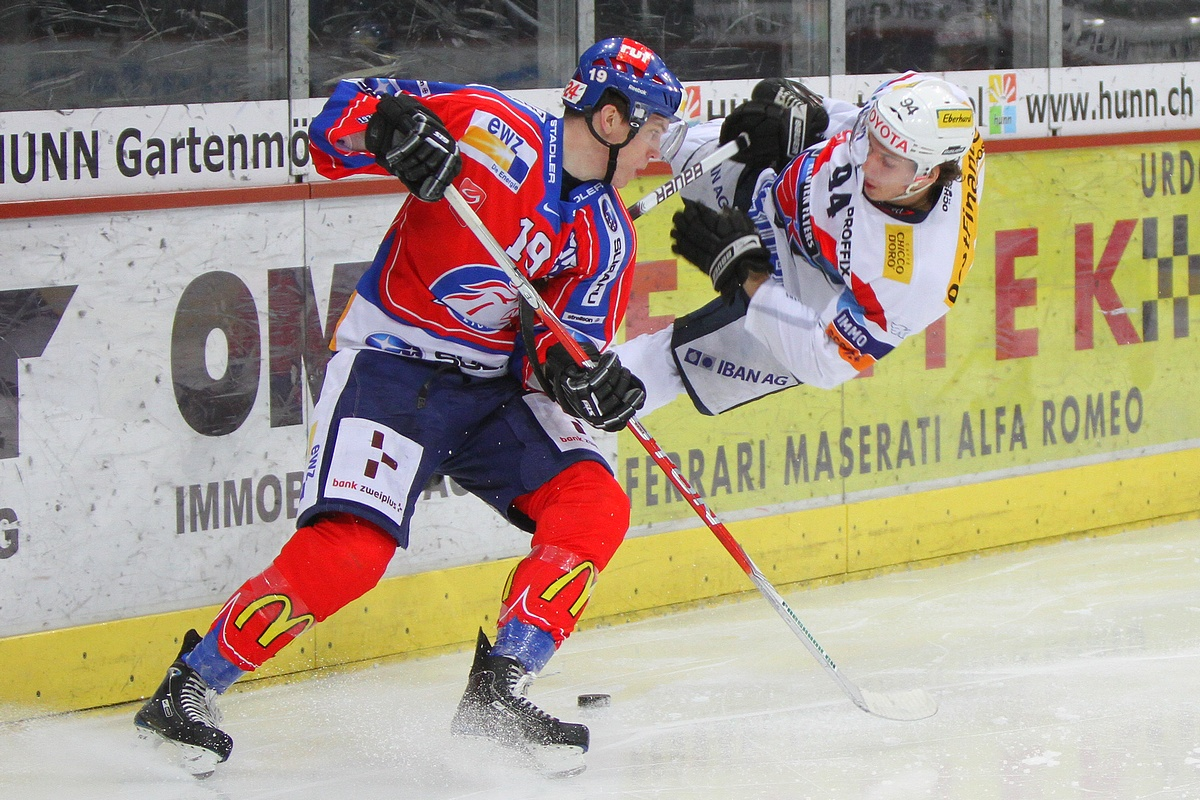
Schäppi (links) im Duell mit Samuel Walser (2011)

Schäppi begann das Eishockeyspielen beim EHC Wallisellen und EHC Dübendorf. Anschliessend wechselte er in die Jugendakademie der ZSC Lions, wo er zwischen 2006 und 2010 für die Juniorenmannschaften des ZSC und der GCK Lions zum Einsatz kam. Insgesamt gewann der Mittelstürmer in seiner Juniorenzeit vier Schweizer Meistertitel im Juniorenbereich.
Bereits im Verlauf der Saison 2008/09 hatte Schäppi sein Debüt bei den GCK Lions in der National League B (NLB) gegeben und war in 33 Saisonpartien eingesetzt worden, obwohl er noch für die A-Junioren spielberechtigt war. Selbiges galt auch für die folgende Spielzeit, die er ebenfalls bei den Lions in der NLB verbrachte. Im Verlauf der Spielzeit 2010/11 debütierte Schäppi schliesslich in der National League A (NLA) bei den ZSC Lions, kam aber auch in der NLB zu weiteren Spielen für den GCK. Mit Beginn der Saison 2011/12 etablierte sich der Center im ZSC-Kader und feierte in den Jahren 2012, 2014, 2018 und 2024 jeweils den Gewinn der Schweizer Meisterschaft.
Zur Saison 2024/25 wechselte er zum EHC Kloten, bei dem der Stürmer einen Zweijahresvertrag unterzeichnete.

### International

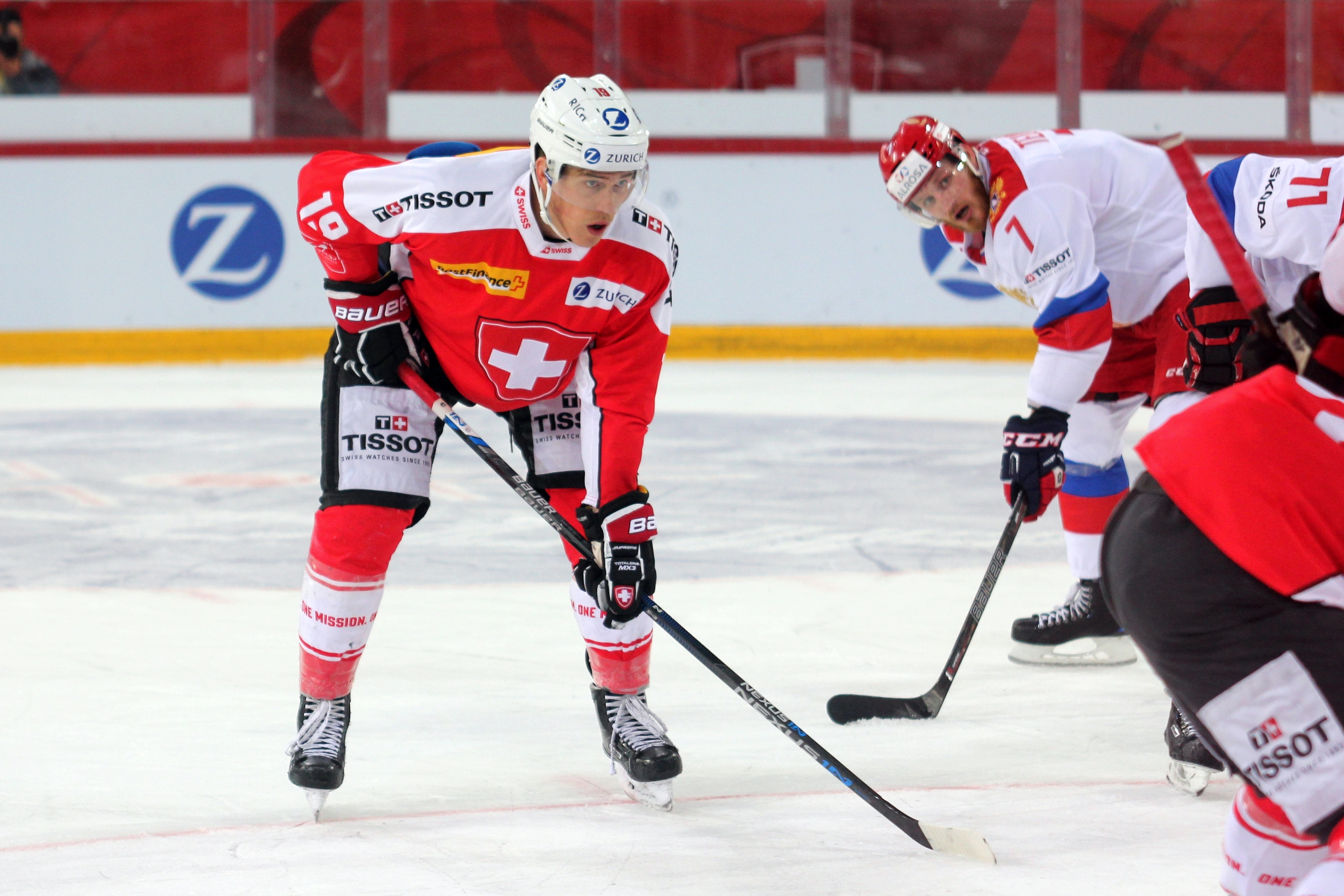
Schäppi im Trikot der Schweizer Nationalmannschaft (2017)

Schäppi kam für sein Heimatland im Juniorenbereich bei den U18-Junioren-Weltmeisterschaften 2008 und 2009 sowie den U20-Junioren-Weltmeisterschaften 2010 und 2011 zum Einsatz. Die beste Platzierung, die er bei den Turnieren mit den Eidgenossen erreichte, war ein vierter Platz bei der U20-Junioren-Weltmeisterschaft 2010.
Für die Senioren kam Schäppi erstmals bei der Weltmeisterschaft 2014 zum Einsatz. Es folgten weitere Einsätze bei den Weltmeisterschaften der Jahre 
2015, 2016 und 2017, ehe er mit der Mannschaft bei der Weltmeisterschaft 2018 die Silbermedaille gewann und damit Anteil an einem der grössten Erfolge der Schweizer Eishockey-Geschichte hatte. Des Weiteren gehörte der Stürmer zum Schweizer Aufgebot bei den Olympischen Winterspielen 2018 in Pyeongchang.

## Erfolge und Auszeichnungen
| - 2008 Schweizer U17-Juniorenmeister mit den ZSC Lions - 2008 Schweizer U20-Juniorenmeister mit den GCK Lions - 2010 Schweizer U20-Juniorenmeister mit den GCK Lions - 2011 Schweizer U20-Juniorenmeister mit den GCK Lions - 2012 Schweizer Meister mit den ZSC Lions | - 2014 Schweizer Meister mit den ZSC Lions - 2016 Schweizer Cupsieger mit den ZSC Lions - 2018 Schweizer Meister mit den ZSC Lions - 2024 Schweizer Meister mit den ZSC Lions |

### International
- 2018 Silbermedaille bei der Weltmeisterschaft

## Karrierestatistik
Stand: Ende der Saison 2024/25

### International
Vertrat die Schweiz bei:
| - U18-Junioren-Weltmeisterschaft 2008 - U18-Junioren-Weltmeisterschaft 2009 - U20-Junioren-Weltmeisterschaft 2010 - U20-Junioren-Weltmeisterschaft 2011 - Weltmeisterschaft 2014 | - Weltmeisterschaft 2015 - Weltmeisterschaft 2016 - Weltmeisterschaft 2017 - Olympischen Winterspielen 2018 - Weltmeisterschaft 2018 |

(Legende zur Spielerstatistik: Sp oder GP = absolvierte Spiele; T oder G = erzielte Tore; V oder A = erzielte Assists; Pkt oder Pts = erzielte Scorerpunkte; SM oder PIM = erhaltene Strafminuten; +/− = Plus/Minus-Bilanz; PP = erzielte Überzahltore; SH = erzielte Unterzahltore; GW = erzielte Siegtore; 1 Play-downs/Relegation; Kursiv: Statistik nicht vollständig)